# Józefina (królowa Szwecji i Norwegii)

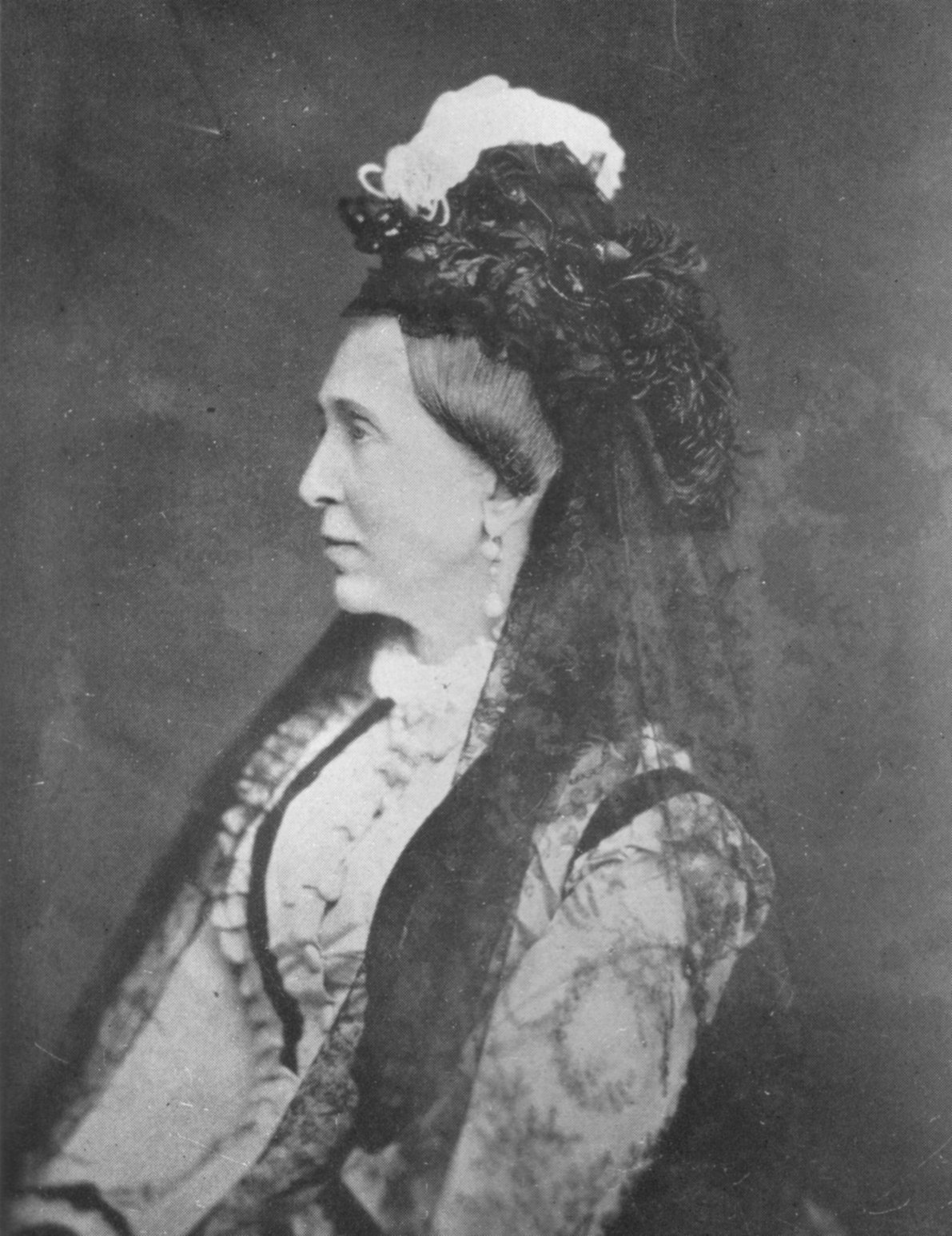
Józefina de Beauharnais

Józefina de Beauharnais (fr. Joséphine Maximilienne Eugénie Napoléone; ur. 14 marca 1807 w Mediolanie, zm. 7 czerwca 1876 w Sztokholmie) – królowa Szwecji i Norwegii w latach 1844-1859 jako żona króla Szwecji i Norwegii, Oskara I. Wraz z mężem miała pięcioro dzieci, spośród których dwoje zostało później królami Szwecji i Norwegii – Karol XV i Oskar II.

## Życiorys
Urodziła się 14 marca 1807 roku w Mediolanie jako córka Eugeniusza de Beauharnais, wicekróla Italii, księcia von Leuchtenberg, przybranego syna Napoleona, oraz jego żony, bawarskiej księżniczki, Augusty Amalii z rodu Wittelsbachów. Dziewczynka otrzymała imiona Józefina Maksymiliana Eugenia Napoleona (fr. Joséphine Maximilienne Eugénie Napoléone). Pierwsze imię dostała po swojej babce, cesarzowej francuskiej, Józefinie. Drugie imię otrzymała po dziadku, pierwszym królu Bawarii, Maksymilianie I Józefie Wittelsbachu, trzecie – po ojcu, Eugeniuszu, a czwarte po Napoleonie (imię Napoleona skreślono jej w Szwecji po zamążpójściu). Językiem ojczystym małej Józefiny był francuski, a wraz z rodzeństwem uczyła się także niemieckiego, włoskiego i angielskiego.
22 maja 1823 r. w pałacu Leuchtenbergów w Monachium Józefina poślubiła następcę tronu Szwecji i Norwegii, Oskara Bernadotte, jedynego syna króla Karola XIV Jana i królowej Dezyderii. W posagu wniosła m.in. część klejnotów ze spadku ojca po cesarzowej Józefinie, które do dziś noszone są przez monarchinie skandynawskich rodzin królewskich. Na ślub nie przyszła królowa Bawarii, Teresa, żona Ludwika I, która była legitymistką i nie uważała Oskara za osobę krwi królewskiej. Ceremonię powtórzono w Sztokholmie 19 czerwca tegoż roku. Szwedzka para królewska od dawna szukała wśród rodów panujących małżonki dla syna, ale w czasach Świętego Przymierza na dworach europejskich nadal widziano Bernadottów jako plebejuszy i częściowo uzurpatorów (żyli wówczas jeszcze obalony król Szwecji Gustaw IV Adolf i jego syn, były następca tronu Gustaw von Holstein-Gottorp-Vasa). Konsekwentnie odmawiano im wydania za Oskara księżniczki krwi z bardziej znaczących rodów, więc musieli się zadowolić księżniczką „drugiej kategorii”. Nie bez znaczenia było to, że Józefina pochodziła ze strony matki od siostry Karola X Gustawa i przez nią od Gustawa Wazy, a więc jej dzieci z Oskarem uzyskały taki sam stopień pokrewieństwa z Wazami, jak obaleni w 1809 roku Holstein-Gottorpowie. Po przybyciu do Szwecji Józefina od początku pełniła przy boku teścia obowiązki „pierwszej damy”, gdyż skromna i nienawidząca wszelkich ceremonii Dezyderia nie chciała brać udziału w życiu publicznym.
Józefina nie odstąpiła od wiary rzymskokatolickiej. Jej zasługą było wzniesienie pierwszego od czasów reformacji kościoła rzymskokatolickiego pw. św. Eugenii w Sztokholmie i uzyskanie zezwolenia władz na stworzenie parafii katolickich w Sztokholmie i norweskiej stolicy Kristianii (obecnie Oslo). Jej dzieci zostały natomiast wychowane w szwedzkiej państwowej religii protestanckiej.
Po wstąpieniu na tron Oskara I – chorego i odizolowanego od wszystkich introwertyka – Józefina należała do jego najbliższych doradców. Głównie jej inicjatywie Szwecja zawdzięcza wiele liberalnych reform, jak polepszenie warunków bytu w więzieniach, zrównanie kobiet z mężczyznami w prawie spadkowym, zniesienie wszechwładzy cechów, sprawniejszą opiekę nad sierotami i ubogimi oraz wprowadzenie swobody wyznawania innych religii niż państwowa (1860, przedtem było wiele przypadków wydalania katolików i Żydów ze Szwecji, nie mogli też piastować żadnych urzędów państwowych). W sferze politycznej wielkim wkładem Józefiny było zbliżenie (nadal neutralnej) Szwecji do mocarstw zachodnich w czasie wojny krymskiej, w czym wielce pomogło jej bliskie pokrewieństwo z Napoleonem III.
Józefina założyła Josephinahemmet, dom dla starszych, mniej zamożnych katolików, oraz Dom Pamięci Króla Oscara I, który przyjmował kobiety bez względu na wyznawaną religię. Oba przedsięwzięcia działają do dziś jako domy starców.
W maju 1876 roku zachorowała na zapalenie płuc. Zmarła zaledwie miesiąc później, 7 czerwca 1876 roku. Została pochowana w kościele na Riddarholmen w Sztokholmie.
Z Oskarem Józefina miała pięcioro dzieci, dwaj jej synowie, Karol XV i Oskar II zostali królami Szwecji i Norwegii. 

## Małżeństwo i potomstwo
22 maja 1823 roku w pałacu Leuchtenbergów w Monachium wyszła za mąż za następcę tronu Szwecji i Norwegii, Oskara Bernadotte (późniejszego króla Oskara I). Ceremonia ślubna została powtórzona w stolicy Szwecji, Sztokholmie, 19 czerwca tego samego roku. Dzięki temu małżeństwu szwedzka rodzina królewska weszła w posiadanie tiary Cameo – jednego z najbardziej znanych współcześnie diademów.
Oskar i Józefina mieli wspólnie pięcioro dzieci:
- Karol (szw. Karl Ludvig Eugen; ur. 3 maja1826 w Sztokholmie, zm. 18 września 1872 w Malmö) – późniejszy król Szwecji i Norwegii (odpowiednio jako Karol XV i Karol IV) w latach 1859–1872. W 1851 roku ożenił się z Ludwiką Orańską. Miał z nią dwoje dzieci – Luizę (1850-1926) i Karola Oskara (1852-1854).
- Gustaw (szw. Frans Gustaf Oscar; ur. 18 czerwca 1827 w Solnie, zm. 24 września 1852 w Christianii) – książę Szwecji, Norwegii i Upplandu, kompozytor. Zmarł bezżennie i bezpotomnie.
- Oskar (szw. Oscar Fredrik; ur. 21 stycznia 1829 w Sztokholmie, zm. 8 grudnia 1907 tamże) – późniejszy król Szwecji w latach 1872–1907 i Norwegii w latach 1872–1905 jako Oskar II. W 1857 roku ożenił się z Zofią Nassau, z którą miał czterech synów: Gustawa V (1858-1950), Oskara (1859-1953), Karola (1861-1951) i Eugeniusza (1865-1947).
- Eugenia (szw. Charlotta Eugenia Augusta Amalia Albertina; ur. 24 kwietnia 1830 w Sztokholmie, zm. 23 kwietnia 1889 tamże) – księżniczka Szwecji i Norwegii, kompozytorka, pisarka, rzeźbiarka i malarka. Nigdy nie wyszła za mąż i nie miała dzieci.
- August (szw. Nikolaus August; ur. 24 sierpnia 1831 w Drottningholm, zm. 4 marca 1873 w Sztokholmie) – książę Szwecji, Norwegii i Dalarny z dynastii Bernadotte, wojskowy, od 1872 Generallöjtnant (odpowiednik polskiego Generała Dywizji). W 1864 ożenił się z Teresą Wettyn. Nie miał z nią dzieci.

## Genealogia
| Prapradziadkowie                                                | Klaudiusz de Beauharnais (1674-1738) ∞1713 Renata Hardouineau (1696-1744)                              | ? ∞ ? ?                                                                                                | Gaspard-Joseph de La Pagerie (1705-1767) ∞ Maria Franciszka Bourreau De La Chevalerie (1709-1784) | ? ∞ ? ?                                                                                     | Christian III Wittelsbach (Pfalz-Zweibrücken) (1674-1735) ∞1719 Karolina Nassau-Saarbrücken (1704-1774) | Józef Karol Wittelsbach (1694-1729) ∞1717 Elżbieta Augusta Wittelsbach (1693-1728)                 | Ludwik VIII, landgraf Hesji-Darmstadt (1691-1768) ∞1717 Charlotta von Hanau-Lichtenberg (1700-1726)                   | Christian Karl Reinhard von Leiningen-Dagsburg (1695-1766) ∞1726 Katharina Polyxena von Solms-Rödelheim (1702-1765)   |
| Pradziadkowie                                                   | Franciszek de Beauharnais (1714-1800) ∞ Maria Anna Henrietta Françoise Pyvart de Chastullé (1722–1767) | Franciszek de Beauharnais (1714-1800) ∞ Maria Anna Henrietta Françoise Pyvart de Chastullé (1722–1767) | Józef Tascher de La Pagerie (1735-1790) ∞1761 Róża Klara des Vergers de Sannois (1736-1807)       | Józef Tascher de La Pagerie (1735-1790) ∞1761 Róża Klara des Vergers de Sannois (1736-1807) | Fryderyk Michał Wittelsbach (1724-1767) ∞1746 Maria Franciszka Wittelsbach (1724-1794)                  | Fryderyk Michał Wittelsbach (1724-1767) ∞1746 Maria Franciszka Wittelsbach (1724-1794)             | Jerzy Wilhelm z Hesji-Darmstadt (1722-1782) ∞1748 Maria Luiza Albertyna z Leiningen-Dagsburga-Falkenburga (1729-1818) | Jerzy Wilhelm z Hesji-Darmstadt (1722-1782) ∞1748 Maria Luiza Albertyna z Leiningen-Dagsburga-Falkenburga (1729-1818) |
| Dziadkowie                                                      | Aleksander de Beauharnais (1760-1794) ∞2779 Józefina Tascher de La Pagerie (1763-1814)                 | Aleksander de Beauharnais (1760-1794) ∞2779 Józefina Tascher de La Pagerie (1763-1814)                 | Aleksander de Beauharnais (1760-1794) ∞2779 Józefina Tascher de La Pagerie (1763-1814)            | Aleksander de Beauharnais (1760-1794) ∞2779 Józefina Tascher de La Pagerie (1763-1814)      | Maksymilian I Józef Wittelsbach (1756-1825) ∞1785 Augusta Wilhelmina z Hesji-Darmstadt (1765-1796)      | Maksymilian I Józef Wittelsbach (1756-1825) ∞1785 Augusta Wilhelmina z Hesji-Darmstadt (1765-1796) | Maksymilian I Józef Wittelsbach (1756-1825) ∞1785 Augusta Wilhelmina z Hesji-Darmstadt (1765-1796)                    | Maksymilian I Józef Wittelsbach (1756-1825) ∞1785 Augusta Wilhelmina z Hesji-Darmstadt (1765-1796)                    |
| Rodzice                                                         | Eugeniusz de Beauharnais (1781-1824) ∞1806 Augusta Amalia Wittelsbach (1788-1851)                      | Eugeniusz de Beauharnais (1781-1824) ∞1806 Augusta Amalia Wittelsbach (1788-1851)                      | Eugeniusz de Beauharnais (1781-1824) ∞1806 Augusta Amalia Wittelsbach (1788-1851)                 | Eugeniusz de Beauharnais (1781-1824) ∞1806 Augusta Amalia Wittelsbach (1788-1851)           | Eugeniusz de Beauharnais (1781-1824) ∞1806 Augusta Amalia Wittelsbach (1788-1851)                       | Eugeniusz de Beauharnais (1781-1824) ∞1806 Augusta Amalia Wittelsbach (1788-1851)                  | Eugeniusz de Beauharnais (1781-1824) ∞1806 Augusta Amalia Wittelsbach (1788-1851)                                     | Eugeniusz de Beauharnais (1781-1824) ∞1806 Augusta Amalia Wittelsbach (1788-1851)                                     |
| Józefina de Beauharnais (1807-1876), królowa Szwecji i Norwegii | | |                                                                                                   |                                                                                             | | | | |